# Показовий процес

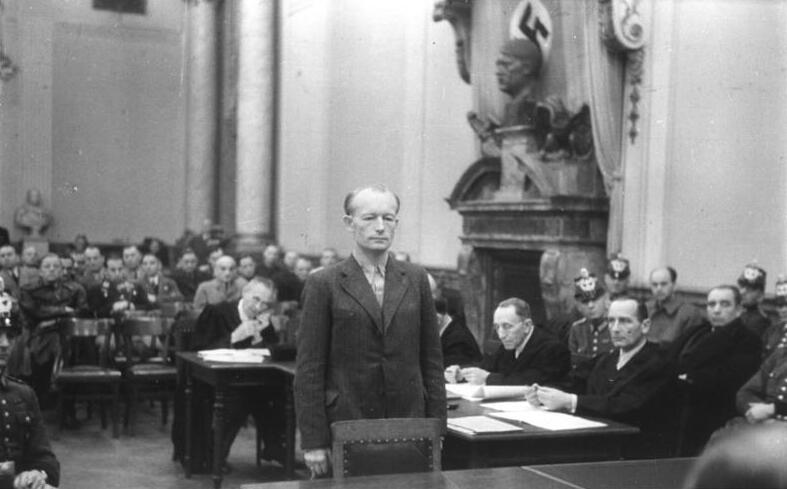
Засідання Народного суду в нацистській Німеччині у справі Адольфа Райхвейна, 1944 рік

Показовий процес або показовий суд — відкритий судовий процес, в якому судом вже визначена вина відповідача. Єдиною метою показового процесу є оголошення обвинувачення і вироку громадськості, та водночас винести попередження іншим потенційним дисидентам та політичним противникам. Показові процеси також проводяться в пропагандистських цілях. Термін вперше був використаний в 1930-х роках.